# إغور ليوشوك
إغور ليوشوك (بالبولندية: Igor Lewczuk)‏ (30 مايو 1985 بياويستوك بولندا - ) هو لاعب كرة قدم بولندي، يلعب كمدافع.

## وصلات خارجية
إغور ليوشوك على موقع قاعدة بيانات كرة القدم.إي يو (الإنجليزية)
- إغور ليوشوك على موقع ناشيونال فوتبول تيمز (الإنجليزية)
- إغور ليوشوك على موقع Soccerbase.com (لاعب) (الإنجليزية)
- إغور ليوشوك على موقع Soccerway.com (الإنجليزية)
- إغور ليوشوك على موقع عالم كرة القدم.نت (الإنجليزية)
- إغور ليوشوك على موقع AS.com (الإسبانية)